# Gerhard Just
Gerhard Just (4 de julio de 1904 - 5 de agosto de 1977) fue un actor teatral, cinematográfico, televisivo, radiofónico y de voz de nacionalidad alemana.

## Biografía
Nacido en Cottbus, Alemania, creció sin figura paterna. Inició estudios de filosofía, pero hubo de abandonarlos para poder sostener económicamente a su madre. Cuando se decidió por la actuación, viajó a Berlín, donde tomó lecciones de Ferdinand Gregori. Su primer trabajó lo recibió en Esslingen am Neckar. Después fue a Bremerhaven y al sur y suroeste de Alemania, trabajando en Múnich, Karlsruhe y en el Teatro Nacional de Mannheim. También tuvo éxito actuando en Colonia y Hannover. En la temporada 1948/49 actuó por vez primera en la obra Fausto (primera parte), en una producción de Alfred Roller, participando posteriormente en la segunda parte de la misma obra, interpretando al personaje principal. Sin embargo, también trabajó en comedias, y su ligero ceceo al hablar nunca fue una desventaja, sino una herramienta que utilizó para mejorar su expresividad.
En 1952, Paul Hoffmann le llevó al Staatstheater de Stuttgart, institución de la que formó parte hasta sus últimos años. Just interpretó muchos papeles bajo la dirección de Peter Palitzsch, uno de ellos en Esperando a Godot, de Samuel Beckett, acompañando a Peter Roggisch. La actuación de ambos actores fue muy alabada por la revista Theater heute en su número 9 de 1977.
Gerhard Just fue nombrado el 14 de julio de 1972 actor estatal (staatsschauspieler) por el ministro de Cultura de Baden-Württemberg Wilhelm Hahn. El 22 de noviembre de 1975 hubo de actuar en tres producciones distintas llevadas a cabo en Stuttgart: por la tarde en Sunny Boys, y por la noche como narrador de  Strawinski-Erzähler y después como actor en Käthchen, de Heinrich von Kleist.
En sus últimos años, Just fue, junto a Hans Mahnke, el actor veterano principal del Staatstheater. Fue el Kaiser en Das Käthchen von Heilbronn, de Heinrich von Kleist y el viejo en Eiszeit (de Tankred Dorst), actuando igualmente en Rheinpromenade, de Karl Otto Mühl. 
A partir de mediados de los años 1950, Just empezó también actuar para el cine y la televisión. En 1960, fue el director Gatzka en el 5º episodio de la serie Am grünen Strand der Spree, basada en la novela de Hans Scholz, actuando junto a Helen Vita. Otras producciones importantes en las que trabajó fueron Der Frieden unserer Stadt, Wer einmal aus dem Blechnapf frisst y Der schlechte Soldat Smith. También pudo ser visto en una entrega de la serie de la ZDF Die fünfte Kolonne. 
Más a menudo, sin embargo, trabajó en el teatro radiofónico. Principalmente actuó en los estudios de la SDR. Destaca su participación en las emisiones Odyssee, Die Dicken und die Dünnen y Das Faß.
Como actor de voz, dobló a Robert Newton en Major Barbara, a Anthony Quayle en Hamlet y a Mickey Rooney en Forja de hombres.
Gerhard Just falleció en 1977 en un hospital de Tubinga, Alemania, siendo enterrado el 10 de agosto en el Cementerio de Stuttgart-Plieningen. Había estado casado con la actriz Charlotte Schreiber-Just (1914–2000), que fue enterrada junto a él.

## Filmografía
- 1958 : Moral (TV), de Rainer Wolffhardt, con Fritz Schulz, Edith Schultze-Westrum y Steffie Helmar
- 1959 : Menschen im Netz, de Franz Peter Wirth, con Hansjörg Felmy, Johanna von Koczian y Hannes Messemer
- 1960 : Am grünen Strand der Spree (TV), episodio 5: Capriccio Italien, de Fritz Umgelter, con Bum Krüger, Werner Lieven, Malte Jaeger, Günter Pfitzmann y Helen Vita
- 1960 : Der Frieden unserer Stadt, de Rainer Wolffhardt, con Karl Ludwig Lindt, Lina Carstens y Hildegard Jacob
- 1962 : Wer einmal aus dem Blechnapf frißt (TV), de Fritz Umgelter, con Klaus Kammer, Peter Ehrlich, Sigurd Fitzek y Ursula Dirichs
- 1963 : Der schlechte Soldat Smith (TV), de Fritz Umgelter, con Hanns Lothar, Eva-Maria Meineke y Günther Neutze
- 1963 : Sonderurlaub, de Rainer Erler, con Fritz Wepper, Mila Kopp y Wolfgang Schirlitz
- 1963 : Freundschaftsspiel (TV), de Fritz Umgelter, con Hanns Lothar, Herta Fahrenkrog y Herwig Walter
- 1964 : König Richard III (TV), de Fritz Umgelter, con Wolfgang Kieling, Carl Wery y Maria Becker
- 1964 : Eurydike (TV), de Ludwig Cremer, con Christoph Bantzer, Alfred Balthoff y Heidelinde Weis
- 1964 : Haus Herzenstod (TV), de Detlof Krüger, con Rudolf Forster, Gisela Trowe y Gisela Holzinger
- 1964 : Der Prozeß Carl von O. (TV), de John Olden, con Rolf Henniger, Carl Lange, Siegfried Wischnewski, Inge Meysel y Charles Regnier
- 1965 : Magie (TV), de Fritz Umgelter, con Peter Schütte, Hellmut Lange y Harald Dietl
- 1966 : Wilhelm Tell (TV), de Karl Vibach, con Max Eckard, Peter Roggisch y Ludwig Anschütz
- 1966 : Der Fall Rouger, de Oliver Storz, con Margot Trooger, Karl-Michael Vogler y Günther Schramm
- 1966 : Hurra – Ein Junge!, de Klaus Wagner, con Margot Léonard, Harry Wüstenhagen y Olga von Togni
- 1968 : Die fünfte Kolonne, episodio Eine Million auf dem Nummernkonto (TV), de Erich Neureuther, con Carl Lange, Almut Eggert y Peter Oehme

## Radioteatro (selección)
- 1946 : Die Patrioten, dirección de Helmut Brennicke, con Angela von Courten, Otto Arneth y Hans Christian Blech
- 1951 : Der stählerne Floh, dirección de Henri Regnier, con Ursula Hermanns, Gerhard Hölther y Hans Günter von Klöden
- 1952 : Die verschlossene Tür, dirección de Walter Knaus, con Armas Sten Fühler, Annedore Huber y Karl Marx
- 1952 : Der Teufel hole die Philosophie, dirección de Walter Knaus, con Martin Lübbert, Käte Jaenicke y Heinz Pielbusch
- 1952 : Eine Stunde Aufenthalt, dirección de Walter Knaus, con Peter Otten, Brigitte König y Max Noack
- 1952 : Der Tramp, dirección de Walter Knaus, con Walter Kiesler, Walter Andreas Schwarz y Helmuth von Scheven
- 1952 : Der Delphin, dirección de Henri Regnier, con Kurt Ehrhardt, Hans Günter von Klöden y Eva Maria Bodenstedt
- 1952 : Schützenstraße 131, dirección de Hans Goguel con Albert Ebbecke, Kurt Peter Bittler y Käthe Wolff
- 1952 : Shakespeares Tod, dirección de Walter Knaus, con Erich Ponto, Hanne Meyer y Michael Konstantinow
- 1953 : Herodes und Mariamne, dirección de Walter Knaus, con Friedrich Domin, Maria Wimmer y Fränze Roloff
- 1953 : Der öffentliche Ankläger, dirección de Peter Arthur Stiller, con Kurt Glass, Konrad Georg y Robert Seibert
- 1953 : Unter der grünen Erde, dirección de Walter Knaus, con Julia Costa, Claus Hofer y Heinz Schimmelpfennig
- 1954 : Partisanen, dirección de Walter Knaus, con Elisabeth Höbarth, Walter Andreas Schwarz, Siegfried Wischnewski y Martin Held
- 1954 : Schäferlegende, dirección de Walter Knaus, con Robert Müller, Gerhard Jentsch y Lucy Valenta
- 1955 : Dei lessten Peere, dirección de Heinrich Koch, con Wilhelm Rüter, Wilhelm Bartholdy y Marie Gehrs
- 1955 : Der Fall Cortot, dirección de Armas Sten Fühler, con Herzlieb Kohut, Ruth Puls y Heinz Bennent
- 1956 : Unter der Sonne Satans, dirección de Heinrich Koch, con Heinz Klevenow, Walter Bäumer y Mila Kopp
- 1957 : Lysistrate oder: Der Bettstreik der Athenerinnen, dirección de Arno Assmann, con Elisabeth Flickenschildt, Karin Schlemmer y Uta Rücker
- 1957 : Der verlorene Augenblick, dirección de Kurt Hübner, con Kurt Ehrhardt, Ingeborg Riehl y Herbert A. E. Böhme
- 1957 : Das Sankt Galler Spiel von der Kindheit Jesu, dirección de Hanns Korngiebel, con Elisabeth Sanden, Milia Fögen y Elsa Pfeiffer
- 1957 : Die Dicken und die Dünnen, dirección de Hans Rosenhauer, con Klaus Mewes, Rainer Gatzmann y Willy Domy
- 1957 : Tun mit h geschrieben, dirección de Paul Land, con Max Mairich, Karin Schlemmer y Fritz Albrecht
- 1957 : Paris in 96 Stunden, dirección de Irmfried Wilimzig, con Peter Höfer, Hans Helmut Dickow y Walter Andreas Schwarz
- 1957 : Schicksale in unserer Hand, dirección de Karl Ebert, con Peter H. Schwerdt, Norbert Scheumann y Karl Renar
- 1958 : Die geheimnisvolle Truhe, dirección de Oskar Nitschke, con Flory Jacobi, Mila Kopp y Hans Mahnke
- 1958 : Mitternachtswalzer, dirección de Paul Land, con Richard Münch, Anneliese Uhlig y Ortrud Bechler
- 1958 : Keine Hoffnung für Mister Calder, dirección de Paul Land, con Wolfgang Büttner, Willi Reichmann y Hans Mahnke
- 1958 : Vorsätzlich, dirección de Paul Land, con Edith Heerdegen, Hans Treichler y Fred Goebel
- 1958 : Hallo, Gregory, dirección de Paul Land, con Irene von Meyendorff, Willi Reichmann y Ernst Ronnecker
- 1958 : Der vierte Mann, dirección de Oskar Nitschke, con Peter Capell, Willi Reichmann y Ernst Ronnecker
- 1958 : Das irdene Wägelchen, dirección de Oskar Nitschke, con Wolfgang Büttner, Hans Georg Laubenthal y Axel Hanisch
- 1958 : Der Mann im Nebel, dirección de Karl Ebert, con Rita Plum, Uta Rücker y Karl-Heinz Bernhardt
- 1958 : Die Verwechslung, dirección de Oswald Döpke, con Hans Helmut Dickow, Walter Thurau y Heinz Klingenberg
- 1958 : Ein Fall für Dr. Morelle, dirección de Oskar Nitschke, con Milia Fögen, Flory Jacobi y Hans Helmut Dickow
- 1958 : Geheimnisvolle Kugeln, dirección de Oskar Nitschke, con Rolf Kutschera, Heinz Schimmelpfennig y  Karl Bockx
- 1958 : Silberpfeil, dirección de Paul Land, con Willi Reichmann, Karin Schlemmer y Kurt Haars
- 1958 : Die Salabert, dirección de Paul Land, con Gustl Halenke, Jürgen Goslar, Lina Carstens y Joachim Engel-Denis
- 1958 : Das Lied der Drehorgel, dirección de Paul Land, con Kurt Haars, Hans Mahnke y Wilhelm Kürten
- 1958 : Weihnachtsgeschenke, dirección de Paul Land, con Anne Andresen, Uta Frey y Eva Lang
- 1958 : Der Mann im Keller, dirección de Karl Ebert, con Wilhelm Kürten, Ruth Hellberg y Heinz-Leo Fischer
- 1958 : Der Kabeldieb, dirección de Oskar Nitschke, con Erik Schumann, Marlene Simon y Ulrich Marnach
- 1958 : Viel Geschrei um wenig Wolle, dirección de Paul Land, con Kurt Haars, Steffy Helmar y Edith Heerdegen
- 1958 : Fernamt bitte!, dirección de Oskar Nitschke, con Edith Heerdegen, Ludwig Anschütz y Pia Mühlen
- 1958 : Die Tochter des Brunnenmachers, dirección de Cläre Schimmel, con Willy Reichert, Johanna Wichmann y Asgard Hummel
- 1958 : Moral, dirección de Paul Land, con Herbert Grünbaum, Mila Kopp y Herbert Steinmetz
- 1958 : Geist und Herz Flanderns, con Curt Elwenspoek, Hans Helmut Dickow y Ludwig Anschütz
- 1958 : Die Dame in der schwarzen Robe, dirección de Cläre Schimmel, con Anneliese Römer, René Deltgen y Charles Regnier
- 1959 : Der Frieden unserer Stadt, dirección de Paul Land, con René Deltgen, Hans Helmut Dickow y Harald Baender
- 1959 : Woyzeck, dirección de Herbert Maisch, con René Deltgen, Heidemarie Hatheyer y Charles Regnier
- 1959 : Kurzschluß, dirección de Willi Semmelrogge, con Wolfgang Kieling, Klaus Höhne y Ortrud Bechler
- 1959 : Der Belagerungszustand, dirección de Günther Rennert, con Charles Regnier, Ann Höling y Paul Hoffmann
- 1959 : Tod auf Jamaica, dirección de Oskar Nitschke, con Eva Maria Meinecke, Kurt Haars y Wolf Frees
- 1959 : Reporter des Satans, dirección de Karl Ebert, con Wolfgang Kieling, Max Mairich y Ortrud Bechler
- 1959 : Die Golfstrom-Story, dirección de Irmfried Wilimzig, con Heinz Schimmelpfennig, Karin Schlemmer y Maria Häussler
- 1959 : Der Urfaust, dirección de Ulrich Erfurth, con Klausjürgen Wussow, Charles Regnier y Gertrud Kückelmann
- 1959 : Die Odyssee, dirección de Gustav Rudolf Sellner, con Mathias Wieman, Gerd Brüdern y Agnes Fink,
- 1959 : Hexenschüsse, dirección de Werner Illing, con Hans Mahnke, Edith Heerdegen y Willi Reichmann
- 1959 : Der Augenzeuge, dirección de Oskar Nitschke, con Hans Treichler, Anni Steiner y Klaus Höhne
- 1959 : Das Geld der anderen, dirección de Oskar Nitschke, con Wolfgang Kieling, Uta Rücker y Werner Bruhns
- 1959 : Rache ist süß, dirección de Willy Semmelrogge, con Wolfgang Kieling, Ingeborg Schubert y Lieselotte Bruhns
- 1960 : Das Gartenfest oder Die Reise des Herrn Admet, dirección de Peter Schulze-Rohr, con Paul Klinger, Dagmar Altrichter y Rolf Wertheimer
- 1960 : Die begnadete Angst, dirección de Cläre Schimmel, con Fred C. Siebeck, Gertrud Kückelmann y Rudolf Therkatz
- 1960 : Klavier zu verkaufen, dirección de Peter Hamel, con Klaus Höhne, Thessy Kuhls y Charles Wirths
- 1960 : Der Mord in der Villa Mauresque, dirección de Oskar Nitschke, con Ortrud Bechler, Maria Häussler y Thessy Kuhls
- 1960 : Verkündigung, dirección de Otto Kurth, con Wolfgang Schirlitz, Erik Schumann y Mathias Wieman
- 1960 : Langusten, dirección de Oskar Nitschke, con Lotte Betke, Käthe Lindenberg y Elisabeth Zimmer
- 1960 : Falsch verbunden, dirección de Paul Land, con Liane Pesch, Elsa Pfeiffer y Norbert Beilharz
- 1960 : Ubu oder Des schlimmen Endes langer Schwanz, dirección de Irmfried Wilimzig, con P. Walter Jacob, Erna Sellmer y Steffy Helmar
- 1960 : Leuchtturm 12, dirección de Oskar Nitschke, con Herbert Fleischmann, Xenia Pörtner y Fred Metzler
- 1960 : Ein Mädchen namens Nemesis, dirección de Oskar Nitschke, con Thessy Kuhls, Kurt Haars y Klaus Höhne
- 1960 : Portrait eines Mörders, dirección de Karl Ebert, con Joachim Engel-Denis, Uta Rücker y Maria Häussler
- 1960 : Jugendgericht, dirección de Karl Ebert, con Wolfgang Schirlitz, Karl Renar y Maria Häussler
- 1960 : Strand der Fremden, dirección de Otto Kurth, con Herbert Fleischmann, Maria Becker y Mario Nitsche
- 1960 : Jeder nach seiner Art, dirección de Otto Kurth, con P. Walter Jacob, Walter Thurau y Karl Renar
- 1960 : Herrenbesuch, dirección de Oskar Nitschke, con Kurt Haars, Klaus Höhne, Uta Rücker, P. Walter Jacob, Ingeborg Schubert, Adele Lindemer y Fred C. Siebeck